# 镇江公交

镇江公交是镇江市区以及各县市范围内使用公共汽车作为交通运输方式的简称，狭义上指镇江市公共交通有限公司。是镇江市的主要公共交通方式之一。

## 历史
- 1932年，江苏省建设厅在镇江试办公共汽车，共开驶两条线路，因影响人力车工人生计，人力车工人于当日上午捣毁公共汽车1辆，公共汽车停开。

- 1937年，江苏省公路管理处，为方便游客江游览风景名胜，开驶游览专车，每逢星期日和节假日，开驶两条线路，主要站点：中正路-鹤林寺-镇江中学-西门火车站-金山；南门火车站-大市口-北固山-河滨公园-宝塔路-镇扬码头-伯先公园-西门火车站-金山。

同年，镇江市内又开驶公共汽车，共有3路，均从汽车站始发，分别到金山、四摆渡止。每条线路配汽车2辆，每日往返8次，为避免妨碍人力车营业，以上线路不分远近，票价均为0.15元。镇江沦陷后，公共汽车停开。后由日本人办的华中汽车公司在镇江开办公共汽车。
- 1939年，开驶镇江至谏壁公共汽车，每日4班，因汽油紧张，不久即停开。

- 1942年，恢复城区公共汽车，行驶路线：大市口-大西路-中华路-西火车站。
- 1949年，8月，镇江长途汽车公司成立。[2]

- 1956年，江苏省镇江公路管理局镇江管理处[3]在镇江开办公共汽车营运项目。行驶两条线路：南门火车站-西火车站；江边七号码头-西火车站。共有汽车6辆，其中绞接车1辆。
- 1960年，11月，镇江市公共汽车开始向丹徒县内延伸。[4]

- 1962年，单独成立镇江市公共交通运输公司，隶属市交通局领导，由国家投资，逐步增加车辆，新建了停车场和加油站，站点设施得到了改善。

- 1965年，镇江市公共交通运输公司移交镇江市建设局领导，改名为镇江市公共交通公司。并开辟了大市口至谏壁镇的3路线，全长14公里。大市口至焦山的4路线，全长5.9公里。

- 1968年，开驶大市口至乔家门的5路线，全长9公里。

- 1970年，开驶大市口至缪家甸的6路线，全长10.6公里。

- 1972年，将驾驶员、售票员、车辆和线路相对固定，即"定人、定线、定车"，1路线和2路线为城区线路，3路、4路、5路和6路为郊区线。

- 1978年，开驶7路线、8路线和9路线。

- 1979年，开驶了南门火车站至渡口的10路线，与镇江至瓜洲的汽渡相连。

- 1980年，为方便驻军和群众进出市区，增开解放军359医院至桥头、小衣庄和韦岗的3条专线。

- 1983年，制定了《镇江市公共汽车乘车规则》。开驶解放军359医院至上党、东昌和下蜀的21路线、22路线和23路线，勾通了市区与邻县集镇的联系。同年，又将2路线夜班车延伸至金山公园，解决了桃园生活小区居民晚间乘车难的问题。

- 1984年，开驶火车站至大港的24路线。[5]
- 1985年，丹徒县客运服务公司成立。至年底时，丹徒县客运服务公司运营3条专线，23个站点，总营运里程110.3公里，客运量28.6万人次，客运周转量497.3万人/公里；镇江市公共交通公司在丹徒县运营4条线路，28个站点；江苏省镇江汽车运输总公司镇江客运分公司在丹徒县运营33条线路，128个班次，52个站点，客车176辆，年客运量765.43万人次，客运周转量31318.9万人/公里。[6]

- 1993年，4月28日，由江苏省镇江汽车运输总公司丹阳公司筹建的丹阳市公共交通公司成立，首批投放12辆中巴车辆，设立70个站点，开行5条线路。[7]
- 1997年，6月28日，句容城市公交开始试运营。7月1日，句容城市公交正式开通，使用车辆为6辆江天牌中巴车。[8]

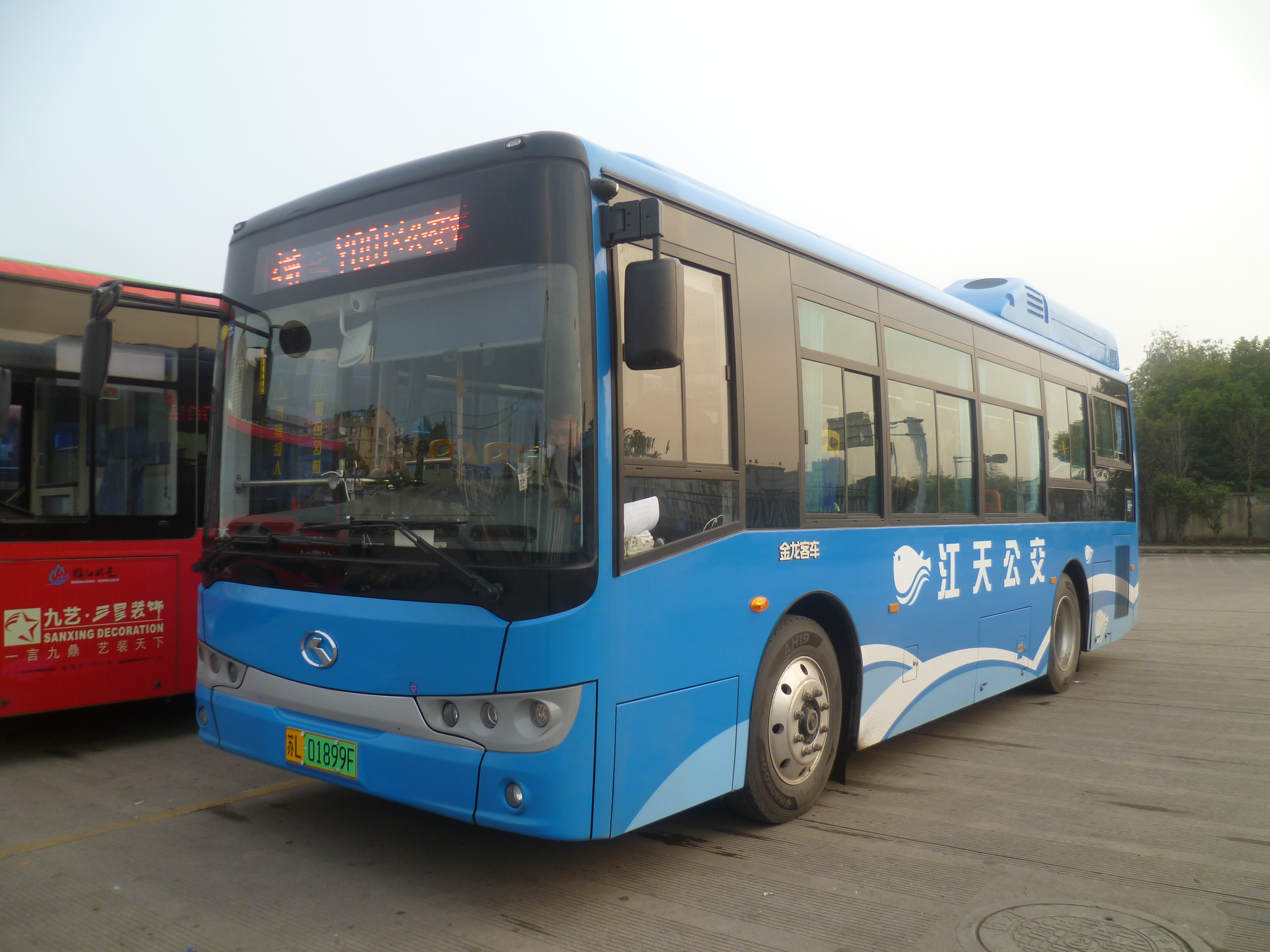
扬中江天公交厦门金龙 XMQ6850AGCHEVD55

- 1999年，优化104路和8路，填补宝盖路无公交车通行的空白，合并7路和8路线，贯通长江路并连接市区3座医院；11路由东吴新村延伸至江滨中学。10路和32路由船舷学院延伸至松盛花苑。22路由韦岗延伸至韦岗温泉。24路由大港港区延伸至国亨化学。22路和23路由解放军359医院延伸至船艇学院。增设了3路京口区政府和交通技校、5路民营开发区、1路和31路新区广场共计4对公交站点。全年购置公交车68辆，其中10辆绞接车投入3路线，市区公交线路已基本实现无人售票。7月，镇江汽车运输总公司整体改制为江苏省镇江江天汽运集团有限责任公司。
- 2004年，8月，江苏省镇江江天汽运集团有限责任公司改制为民营企业，丹阳公交归属江天集团。[9]

- 2001年，句容公交新购入8辆江天牌中巴车，开通拥军1线。
- 2002年，1月1日，镇江公交IC卡收费系统投入使用。[10]
- 2014年，8月1日，镇江公交发行江苏省公共交通IC卡，实现与扬州、南京的公交IC卡收费系统互联互通。[11] 10月，镇江市公共交通总公司更名为镇江市公共交通有限公司。[12]
- 2015年，10月30日，镇江公交全省首发交通联合标准的江苏交通一卡通。[13]
- 2025年，1月，镇江公交全省首发交通联合标准的互联互通乘车码。[14]

## 运营公司

### 镇江市公共有限公司
镇江市公共交通有限公司负责镇江市京口区、润州区、丹徒区市域范围内的公交客运，并管理镇江全市的交通联合标准交通卡、乘车码、三代社保卡交通模块的发行与清分平台。镇江公交现使用统一涂装，并以不同颜色的色带区分不同的车辆厂家。
- 停靠在镇江南站内的福田 BJ6123C7BCD-1 型公交车
- 停靠在镇江新区公交站内的比亚迪 K9
- 原大运量公交线特有涂装

### 镇江新区公共交通有限公司

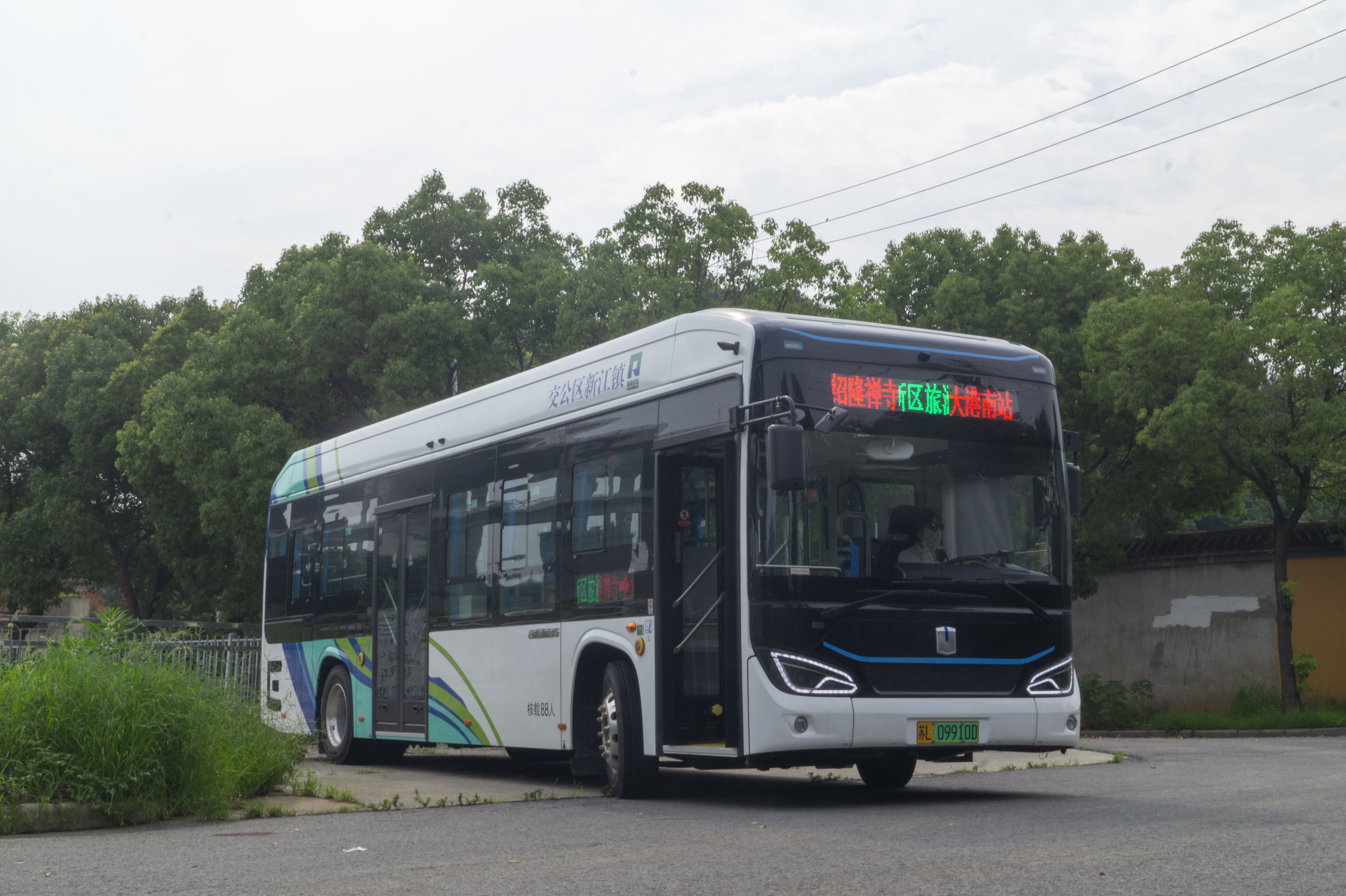
新区公交吉利远程 DNC6101BEVG23

### 镇江新区公共有限公司
镇江新区公共交通有限公司为镇江新区公用建设发展有限公司子公司，负责镇江经开区内（大港、大路、姚桥、平昌，不含丁卯）的公交客运。运营线路番号多以“新K”开头，另有新区快1线和新区旅游专线。

### 江苏省镇江江天汽运集团有限责任公司

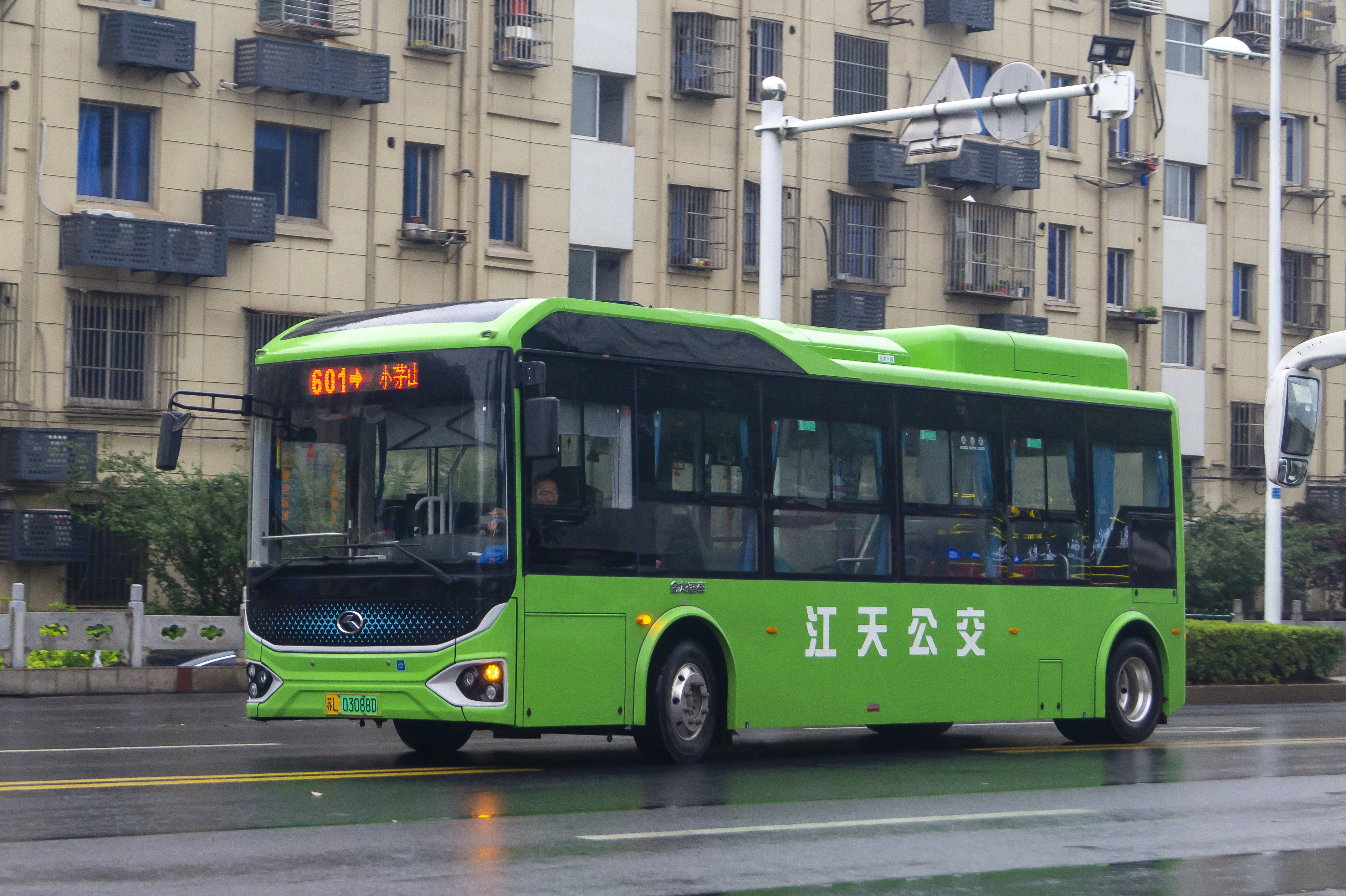
江天公交厦门金龙 XMQ6850DGBEVL

#### 江苏省镇江江天汽运集团有限责任公司公交分公司
江苏省镇江江天汽运集团有限责任公司公交分公司为江苏省镇江江天汽运集团有限责任公司子公司，负责镇江市区到各个县级市与毗邻地区的跨市公交。运营线路线路番号多为6开头三位数。涂装一般为纯绿色。

#### 江苏省镇江江天汽运集团有限责任公司扬中公共运输分公司
江苏省镇江江天汽运集团有限责任公司扬中公共交通运输分公司为江苏省镇江江天汽运集团有限责任公司子公司，运营扬中客运站往返镇江新区公交站的Y001路。涂装为体现扬中特色的河豚图案。

#### 丹阳市公共公司
丹阳市公共交通公司为江苏省镇江江天汽运集团有限责任公司子公司，负责丹阳全市范围内的公交客运。

### 镇江新运公交运输有限公司
镇江新运公交运输有限公司负责丹徒区内各个村镇之间的公交客运。运营线路番号均为K3开头三位数。

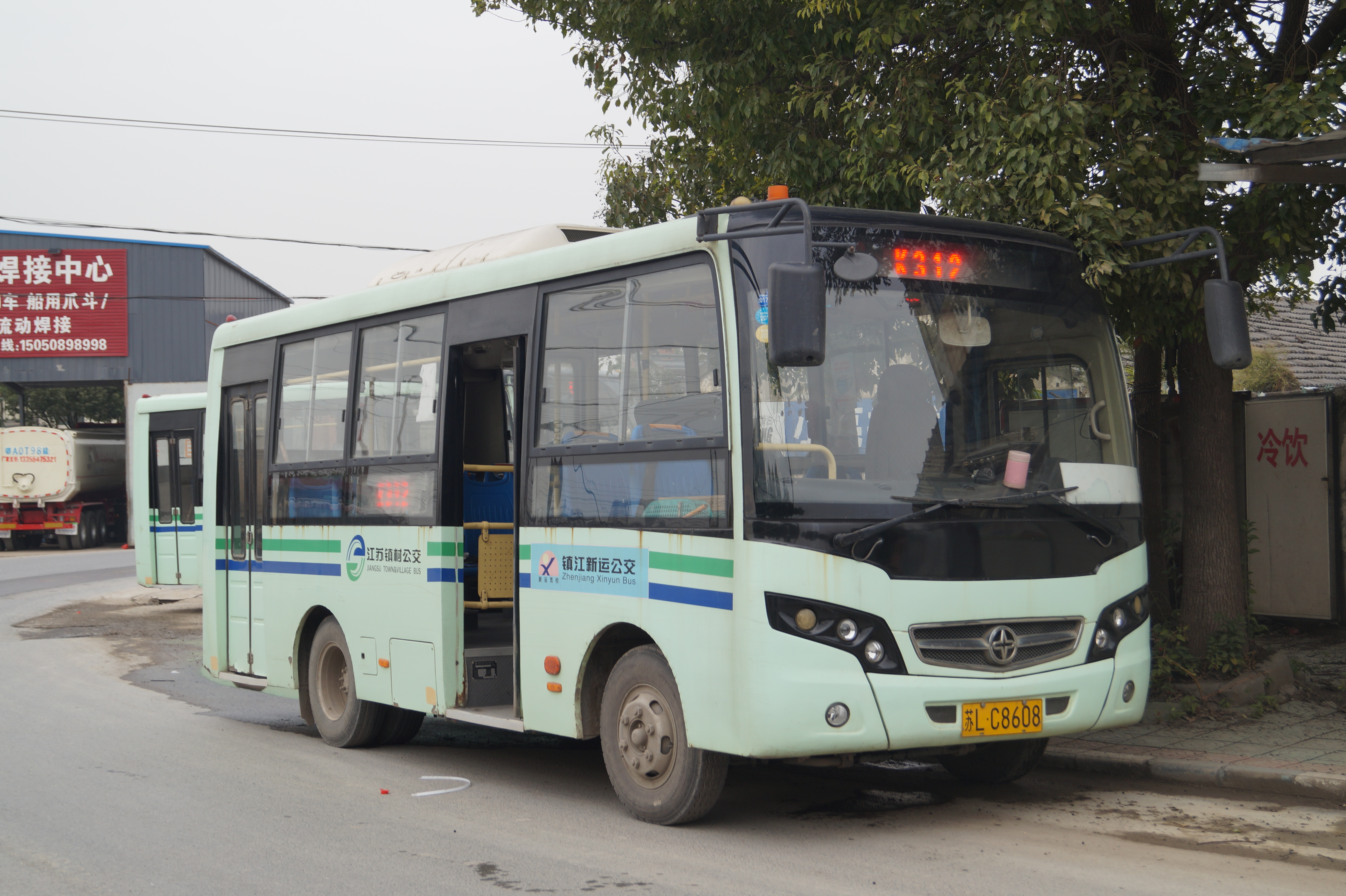
新运公交326路停靠于高资中专，使用亚星 JS6660GJ

### 扬中市中扬公共运输有限公司
扬中市中扬公共交通运输有限公司负责扬中全市范围内的公交客运。

### 句容市华通客运有限公司

#### 句容市公交总公司
句容市公交总公司负责句容主城区内的公交客运。

#### 句容市城乡公交有限公司
句容市城乡公交有限公司为句容市华通客运有限公司和江苏省镇江江天汽运集团有限责任公司的合资公司，负责句容城区到句容各个乡镇的公交客运。

#### 句容市镇村公交有限公司
句容市镇村公交有限公司为句容市华通客运有限公司子公司，负责句容各个村镇之间的公交客运。

## 收费

### 镇江市区
镇江市区内的所有公交线路均由镇江市发展和改革委员会参照镇江市人民政府镇政发〔2012〕50号文件计费并实施相应优惠政策。定制公交线路，江天集团县市直达线路不按照该文件执行。
15公里以内线路实行城市公交基准价格1元；15-20公里线路基准价格2元；20公里以上线路实行分段式票价。
A卡、G卡在基准票价基础上刷卡5折优惠。70岁以上老人、残疾人刷卡免费乘车；持退役军人优待证、江苏省无偿献血荣誉证亮卡免费乘车；现役军人、60-69岁老人刷卡2.5折优惠；学生卡刷卡2折优惠。使用A卡和G卡的乘客在30分钟以内换乘其他公交线路在刷卡5折优惠基础上再优惠一次，优惠额度为0.5元，最多优惠至免费换乘。使用G卡的乘客，在一年之内刷卡量超过1200次，超过部分全免；每年刷卡365次以上，且连续乘车记录达40年以上终身免费。

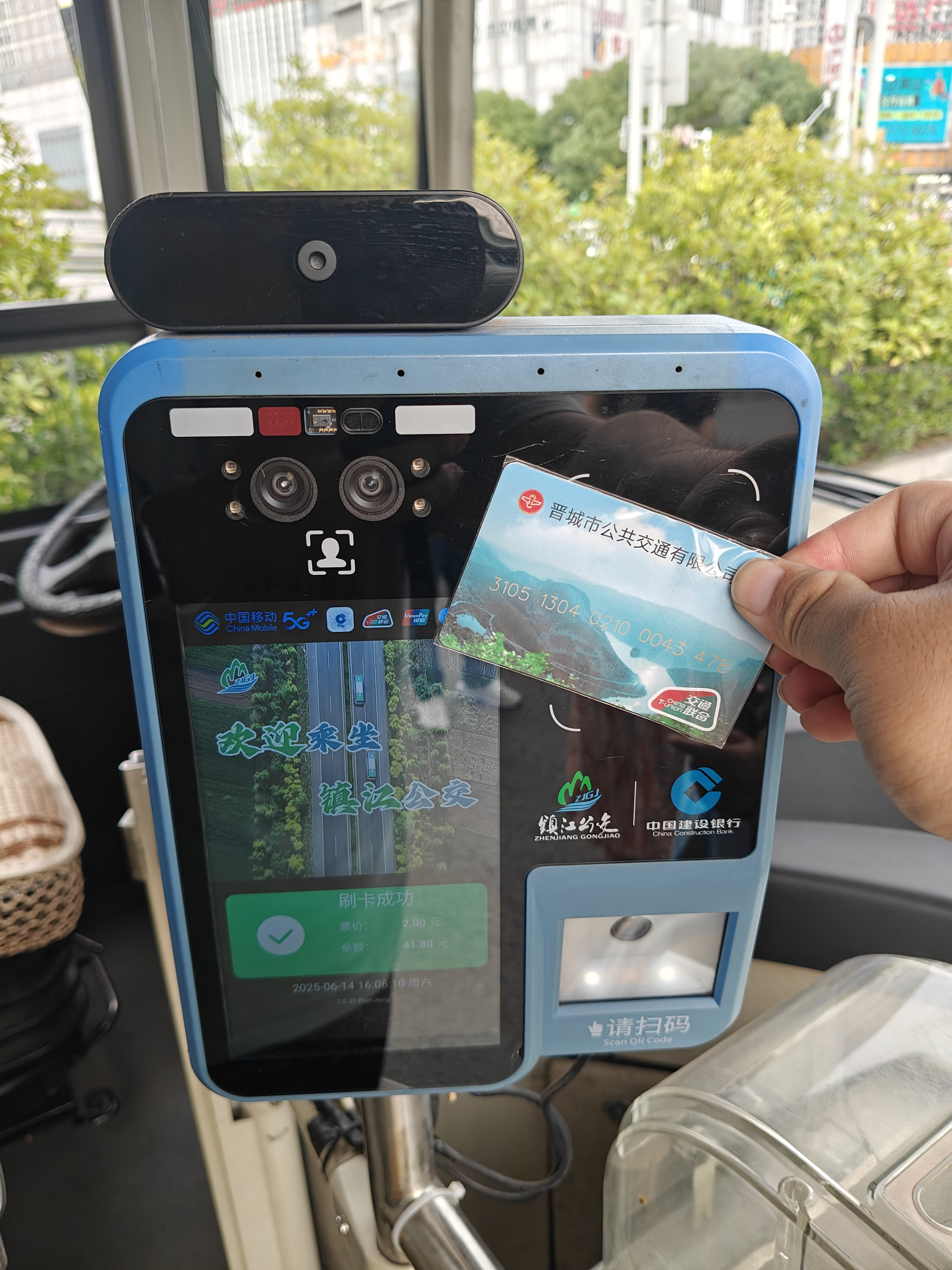
在镇江公交演唱会专线1号线的武汉公用PE-411型刷卡机上使用晋城市发行的交通联合卡

使用南京和扬州发行的Desfire卡、异地交通联合卡、异地交通联合乘车码在基准票价基础上享受8折优惠。

### 扬中市
扬中市所有城市公交和镇村公交均为一票制1元，所有城乡公交和城际公交一票制2元，使用普通卡和异地交通联合卡在基准票价基础上享受9折优惠。

### 句容市
句容市所有城市公交和镇村公交一票制1或2元，城乡公交2元起分段计费。刷镇江、扬州、南京发行的卡享受5折优惠。

### 丹阳市
丹阳市所有城市公交和镇村公交一票制1元，城乡公交2元起分段计费，使用丹阳通普通卡在基准票价基础上享受9折优惠，一小时内换乘在基准票价基础上优惠1元后再享受9折优惠；18周岁以下学生使用丹阳通学生卡享受5折优惠；60-69周岁老年人使用丹阳通老年卡享受5折优惠；70周岁以上老年人使用丹阳通高龄卡免费乘车；使用异地交通联合卡、异地交通联合乘车码在基准票价基础上享受9折优惠。

## 注解
1. ↑  在实际运营中并没有一票制2元的车辆，并且公交企业可自行下浮票价。
2. ↑  大部分镇村和城乡公交不支持刷卡